# 非诚勿扰 (电影)
《非诚勿扰》（英語：If You Are the One）是2008年12月导演冯小刚执导的一部贺岁喜剧电影。这是冯小刚导演继《夜宴》、《集结号》之后，重回贺岁档，拍摄喜剧电影。电影以轻松幽默的基调，讲述了一位海归回国征婚的故事。在中国大陆放映后，获得了3.25亿人民币票房。
《非诚勿扰》男主角为葛优，而女演员则为舒淇，除两位主演外，电影其他的演员还有方中信、胡可、徐若瑄、冯远征、范伟等。电影的主要拍摄地在中国的北京、浙江和日本東北海道的道東地区阿寒湖、釧路、知床等。
其续集《非诚勿扰2》于2010年12月23日在全国上映。

## 故事大綱
華僑實業家秦奮是名副其實的海歸，父親仙遊才由美國返回北京探望年紀老邁的母親。他四十多歲仍是孤家寡人，回到家鄉泛起結婚念頭，便在報紙刊登洋洋千字的徵婚啟事，這篇以「非誠勿擾」作結的徵婚啟事，吸引了多位帶著不同心事的女性前來应征，當中包括與寵物談心事的怪癖女子、墓地推銷員、性冷感少婦及珠胎暗結欲找爸爸的妙齡女郎等等，令秦奮啼笑皆非，愈搞愈覺好玩。 
而在云云約會當中，秦奮終遇上了笑笑，一名真正令他心動的女人，卻又是一名介入別人婚外情的空中服務員。他倆沒有一見鍾情，更加談不上情投意合，卻像歡喜冤家，出奇是大家總巧合地不時碰頭，難得笑笑可借他的肩膀作依偎，她淘氣笑容亦令秦奮非常受落，在各有所需之下，又不經不覺擦生了微妙情感。 
然而，無論如何，笑笑與那個男人總是欲斷難斷，而秦奮卻一直似是而非的在她旁守候。最後，笑笑下定決心，請秦奮陪她去北海道一趟，表示北海道是笑笑和她愛的那人開始的地方，也希望在那裡結束這段情，並答應如果解決了心中枷鎖，便即時嫁給他。兩人在北海道旅遊數日之後，笑笑由於始終未能放下那段傷痛，因而投海自殺，並給秦奮留下一封遺書以表歉意，幸得漁夫適巧遇見，將笑笑救起，笑笑幸而不死，秦奮決心不論笑笑傷得如何，都要陪笑笑走完餘下的人生……。

## 演員

### 主演
- 葛　優 飾 秦奮
- 舒　淇 飾 梁笑笑
- 鄔逸聰 飾 鄔桑

### 客串
- 范　偉 飾 風險投資人
- 方中信 飾 梁笑笑的情人
- 徐若瑄 飾 台灣富家女
- 馮遠征 飾 男同性戀
- 胡　可 飾 炒股票女
- 車　曉 飾 性冷淡女
- 鞏新亮 飾 范偉助理
- 何佳怡 飾 墓地推銷員
- 羅海琼 飾 苗族女

## 花絮
電影中的「分歧終端機」的概念源於馮小剛的好友彭浩翔，也曾於電影《AV》出現。

## 各地電影分級制度
| 國家／地區 | 級別 |
| ---------- | ---- |
| 香港       | IIA  |
| 台灣       | 普   |
| 新加坡     | PG   |